# Benzino
Raymond "Benzino" Scott (Boston, 24 de outubro de 1964) é um rapper e produtor musical estadunidense. Ele é mais conhecido por se envolver em uma rivalidade pública com o cantor Eminem.

## Historia
Junto com seu amigo de longa data, David Mays, Benzino é conhecido por ser um princípio da revista de hip hop The Source, que foi lançado em 1988 como um boletim única folha de Harvard Mays do dormitório da Universidade, e de Hip Hop Weekly.
Benzino foi um membro fundador do grupo de rap Made Men, antes de finalmente se tornar um artista solo. Ele atualmente aparece na televisão Amor reality show, e Hip Hop: Atlanta.
Briga com Eminem
Benzino é conhecido por estar envolvido, desde 2002, em uma briga amplamente divulgada com o rapper Eminem como Benzino chamou de "Vanilla Ice 2003". Desde então, a dupla tem sido a criação de faixas Diss Quem entre si, inclusive Benzino de "Pull Your Skirt Up" e "Die Another Day", e  Eminem de "The Sauce" e "Nail In The Coffin". Como uma continuação dessa animosidade entre os dois, Benzino lançou um diss Presents mixtape Benzino:. Die Another Day: Flawless Victory , depreciativo Eminem e seus registros gravadora Shady.

## Discografia
| Ano  | Álbum                     |
| ---- | ------------------------- |
| 2001 | The Benzino Project       |
| 2002 | The Benzino Remix Project |
| 2003 | Redemption                |
| 2005 | Arch Nemesis              |
| 2007 | The Antidote              |
| 2011 | Im Commin Back            |